# Buckley’s
W. K. Buckley Limited (рус. Ба́кли'с) — канадское предприятие, основанное в 1920 У. К. Бакли и производящее медикаменты для борьбы с такими проблемами со здоровьем, как насморк. Оно производит также медикаменты для детей под маркой Jack & Jill. Предприятие находится в Миссиссоге (Онтарио).
В 1978, после смерти У. К. Бакли, президентом компании стал его сын Фрэнк Бакли. В середине 1980-х Фрэнк ввёл пользующийся успехом девиз «It Tastes Awful. And It Works» (рус. Горько, но эффективно).
В 2002 марку и формулы Buckley's купил швейцарский конгломерат Novartis (в 2005 оборот 32 миллиарда долларов).